# Адигамов, Ильдус Анасович
Ильдус Анасович Адигамов (род. 18 июня 1951, д. Абзаево, Кигинский район, Башкирская АССР, РСФСР, СССР) — башкирский государственный деятель, учёный и преподаватель высшей школы.
С 2000 года Председатель Конституционного суда РБ, полномочный представитель Президента РБ в Палате Представителей Государственного Собрания РБ.
Кандидат философских наук, доцент. Действительный государственный советник РБ 1 класса. Депутат Государственного Собрания — Курултая Республики Башкортостан 2‑го созыва.
Автор свыше 60 публикаций.

## Образование
- Окончил среднюю школу в селе Михайловка Уфимского района Башкирской АССР[1]
- 1972—1977, Башкирский государственный университет (ныне Уфимский университет науки и технологий)
- 1979—1982 аспирантура УАИ

## Трудовая деятельность
- 1969—1970 — электромонтёр, служба в СА
- 1977 — научный сотрудник БГПИ
- 1982—1994 — преподаватель, завкафедрой БГПИ
- 1994 — начальник государственно-правового управления Администрации Президента РБ
- 1998—2000 — Государственный секретарь РБ
- 2000—2009 — Председатель Конституционного суда РБ.